# Hendrik I van Polen
Hendrik I van Polen bijgenaamd Hendrik met de Baard (Głogów, circa 1165 - Krosno Odrzańskie, 19 maart 1238) was vanaf 1201 hertog van Silezië en vanaf 1232 groothertog van Polen.

## Levensloop
Hij was de zoon van hertog Bolesław I van Silezië-Breslau en vermoedelijk Adelheid van Sulzbach. In 1186 huwde hij met Hedwig van Andechs, dochter van graaf Berthold IV van Meranië. Ze kregen volgende kinderen:
- Agnes (1190-voor 1214)
- Bolesław (1191-1206/1208)
- Hendrik II (1196-1241), groothertog van Polen en hertog van Silezië.
- Koenraad (1198-1213)
- Sophie (1200-voor 1214)
- Gertrude (1200-1268), werd abdis.
- Wladisław (voor 1208 - 1214/1217)

Als enige erfgenaam van zijn vader erfde Hendrik in 1201 al zijn bezittingen. In 1202 veroverde zijn oom Mieszko Krombeen echter het hertogdom Opole.
Als hertog van Silezië verwierf Hendrik, meestal op vredevolle wijze, een groot deel van Groot-Polen, Kalisz en de Lebusstreek. In 1222 streed hij aan de zijde van hertog Koenraad I van Mazovië tegen de heidense Pruisen. Ook had Hendrik een goede band met de Duitse Orde en hij zou Koenraad ertoe aangezet hebben om het Kulmerland in 1226 aan de Duitse Orde te schenken.
Na de dood van groothertog Leszek I van Polen slaagde Hendrik erin om een groot deel van Polen in handen te krijgen. Er ontstond een machtsstrijd tussen Hendrik en Koenraad I van Mazovië en in 1229 liet Koenraad Hendrik tijdens een kerkdienst gevangen nemen, waarna hij naar de burcht van Płock werd overgebracht. Hetzelfde jaar zette Koenraad groothertog Wladislaus III af, waarna hij de nieuwe groothertog van Polen werd. Na korte tijd werd Hendrik vrijgelaten, waarna hij in 1230 het regentschap van Opole bemachtigde. In 1231 erfde hij als erfgenaam van Wladislaus III Groot-Polen en in 1232 slaagde hij erin om Koenraad af te zetten en zelf groothertog van Polen te worden.
Hendrik bevorderde de Duitse kolonisatie in Silezië, waardoor Silezië ietwat vervreemdde van de rest van Polen. Ook voerde hij heel wat bouwwerken uit en stichtte hij de steden Złotoryja, Środa Śląska en Lwówek Śląski. Ook probeerde hij het aantal Slavische kloosters in Polen te doen dalen en richtte hij zelf enkele klooster op. Toen hij echter de Poolse kerk meer naar zich toe wilde trekken, werd hij in 1237 ondanks zijn grote vroomheid geëxcommuniceerd.
In maart 1238 stierf Hendrik. Hij werd begraven in het klooster van Trzebnica.

## Voorouders
| Voorouders van Hendrik I van Polen | Voorouders van Hendrik I van Polen                                     | Voorouders van Hendrik I van Polen                                        | Voorouders van Hendrik I van Polen                                     | Voorouders van Hendrik I van Polen                                     |
| ---------------------------------- | ---------------------------------------------------------------------- | ------------------------------------------------------------------------- | ---------------------------------------------------------------------- | ---------------------------------------------------------------------- |
| Overgrootouders                    | Bolesław III van Polen (1073-1113) ∞ Zbysława van Kiev (-1110)         | Leopold III van Oostenrijk (1073–1136) ∞ Agnes van Waiblingen (1072–1143) | ? (–) ∞ ? (–)                                                          | ? (–) ∞ ? (–)                                                          |
| Grootouders                        | Wladislaus de Balling (1105-1159) ∞ Agnes van Oostenrijk (1111-1163)   | Wladislaus de Balling (1105-1159) ∞ Agnes van Oostenrijk (1111-1163)      | Berengarius van Sulzbach (–) ∞ ? (–)                                   | Berengarius van Sulzbach (–) ∞ ? (–)                                   |
| Ouders                             | Bolesław I van Silezië-Breslau (1127-1201) ∞ Adelheid van Sulzbach (-) | Bolesław I van Silezië-Breslau (1127-1201) ∞ Adelheid van Sulzbach (-)    | Bolesław I van Silezië-Breslau (1127-1201) ∞ Adelheid van Sulzbach (-) | Bolesław I van Silezië-Breslau (1127-1201) ∞ Adelheid van Sulzbach (-) |
| Hendrik I van Polen (1165-1238)    |                                                                        |                                                                           |                                                                        |                                                                        |

Siemowit · Lestko · Siemomysł · Mieszko I · Bolesław I · Mieszko II Lambert · Bezprym · Mieszko II Lambert · Casimir I · Bolesław II · Wladislaus I Herman · Zbigniew · Bolesław III · Wladislaus II · Bolesław IV · Mieszko III · Casimir II · Leszek I · Wladislaus III · Mieszko IV · Koenraad · Hendrik I · Hendrik II · Koenraad · Bolesław V · Leszek II · Hendrik IV · Przemysł II · Wenceslaus II · Wenceslaus III · Wladislaus I · Casimir III · Lodewijk · Hedwig · Wladislaus II Jagiello · Wladislaus III · Casimir IV · Jan I Albrecht · Alexander · Sigismund I · Sigismund II August I · Hendrik · Anna · Stefanus Báthory · Sigismund III · Wladislaus IV · Jan II Casimir · Michaël Korybut Wiśniowiecki · Jan III Sobieski · August II · Stanislaus I Leszczyński · August II · Stanislaus I Leszczyński · August III · Stanislaus II August Poniatowski